# Wasserschloss Menzingen

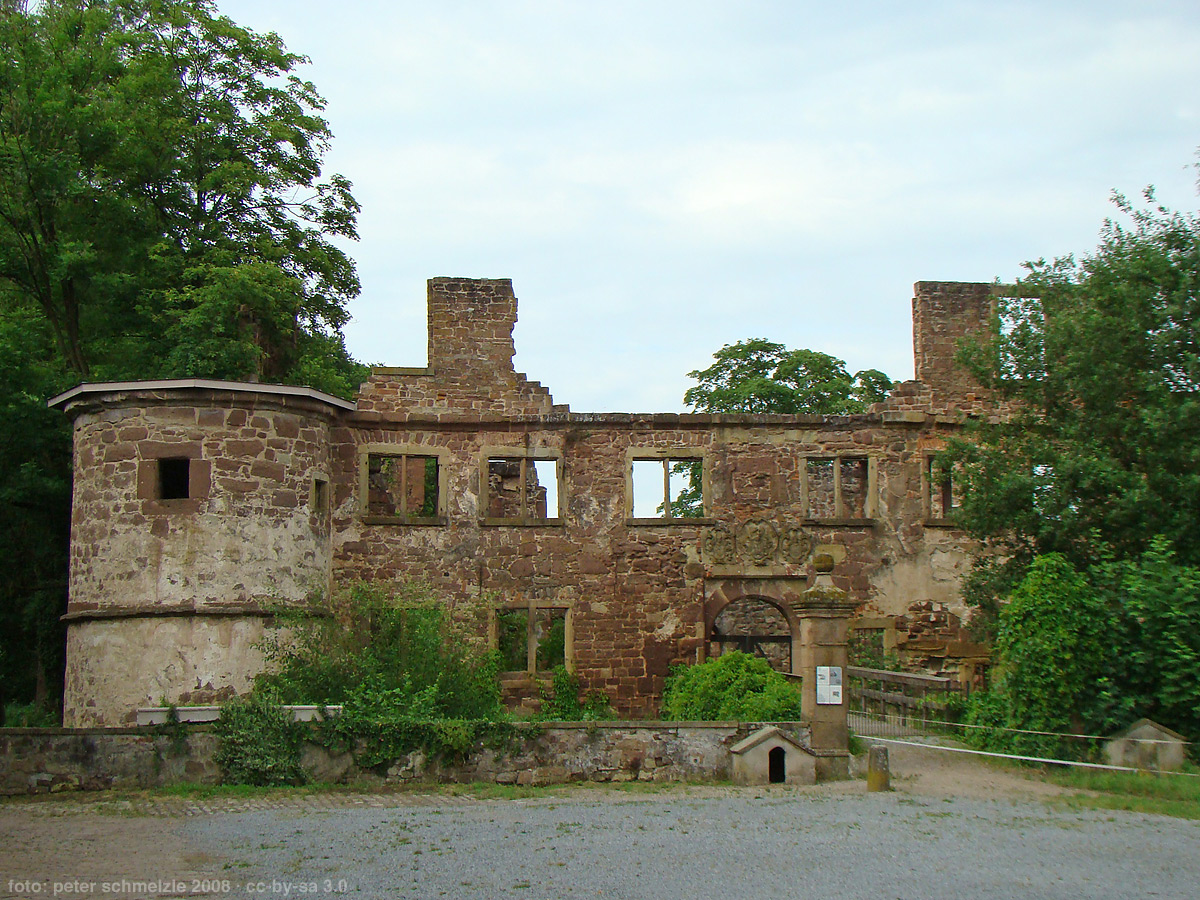
Wasserschloss Menzingen

Das Wasserschloss Menzingen ist ein renaissancezeitliches Wasserschloss in Menzingen, einem Stadtteil von Kraichtal im Landkreis Karlsruhe im nordwestlichen Baden-Württemberg. Die bereits im Mittelalter bestehende Anlage wurde im 16. Jahrhundert durch die Herren von Mentzingen erneuert und im Zweiten Weltkrieg zerstört.

## Geschichte

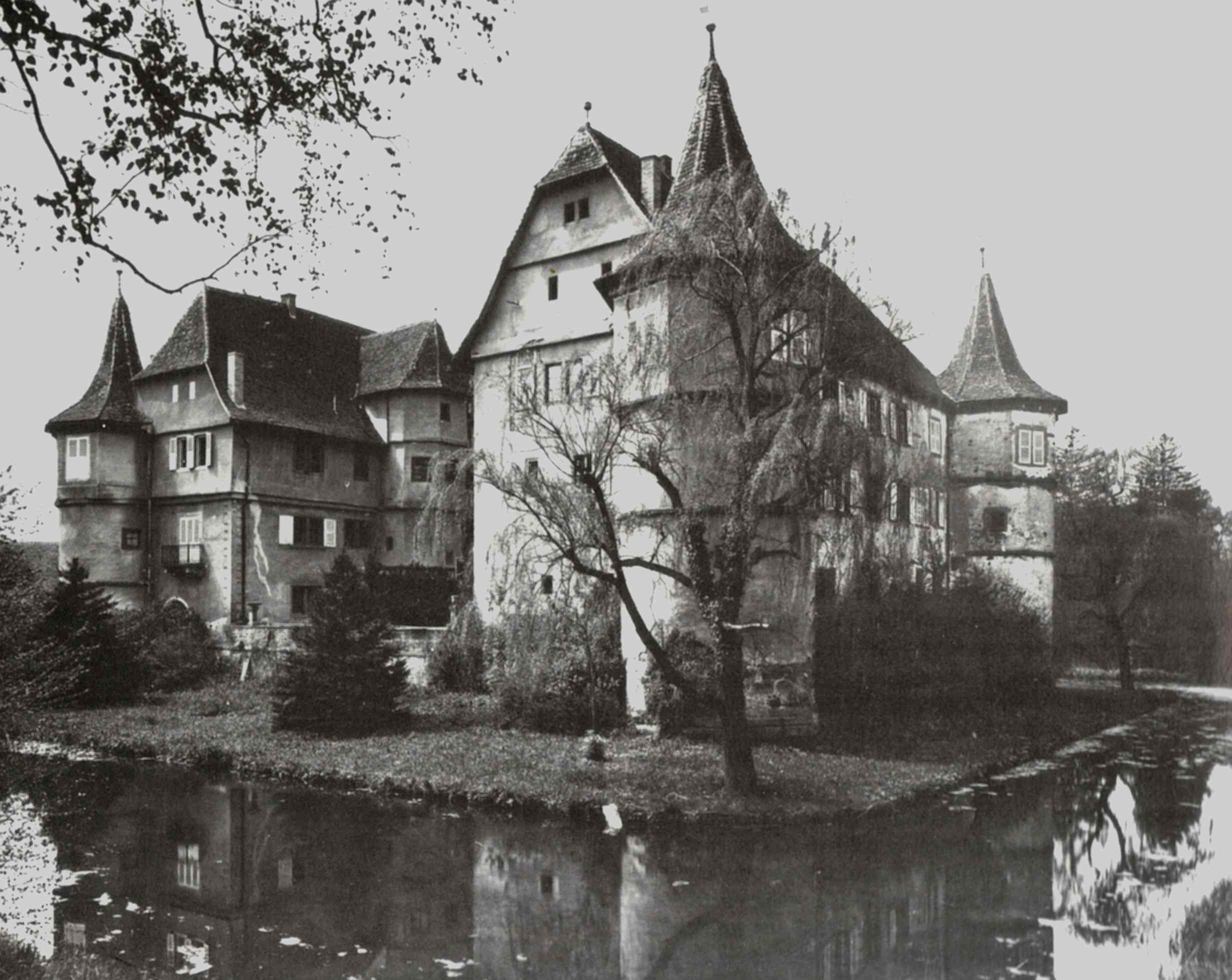
Menzinger Wasserschloss um 1905

1359 wurden in Menzingen zwei Burgen erwähnt, wobei es sich vermutlich um die Vorgängerbauten des Wasserschlosses und der nahegelegenen Schwanenburg handelt. Gemäß dieser Annahme geht das Wasserschloss auf die einstige Tiefburg zurück. Die frühe Baugeschichte und das einstige Aussehen von Vorgängerbauten sind nicht überliefert und können nur anhand von baulichen Merkmalen an der Ruine hergeleitet werden. Besitzer ab dem Hochmittelalter waren die Herren von Mentzingen. Im Bauernkrieg wurde die ursprüngliche Tiefburg von aufständischen Bauern zerstört. 

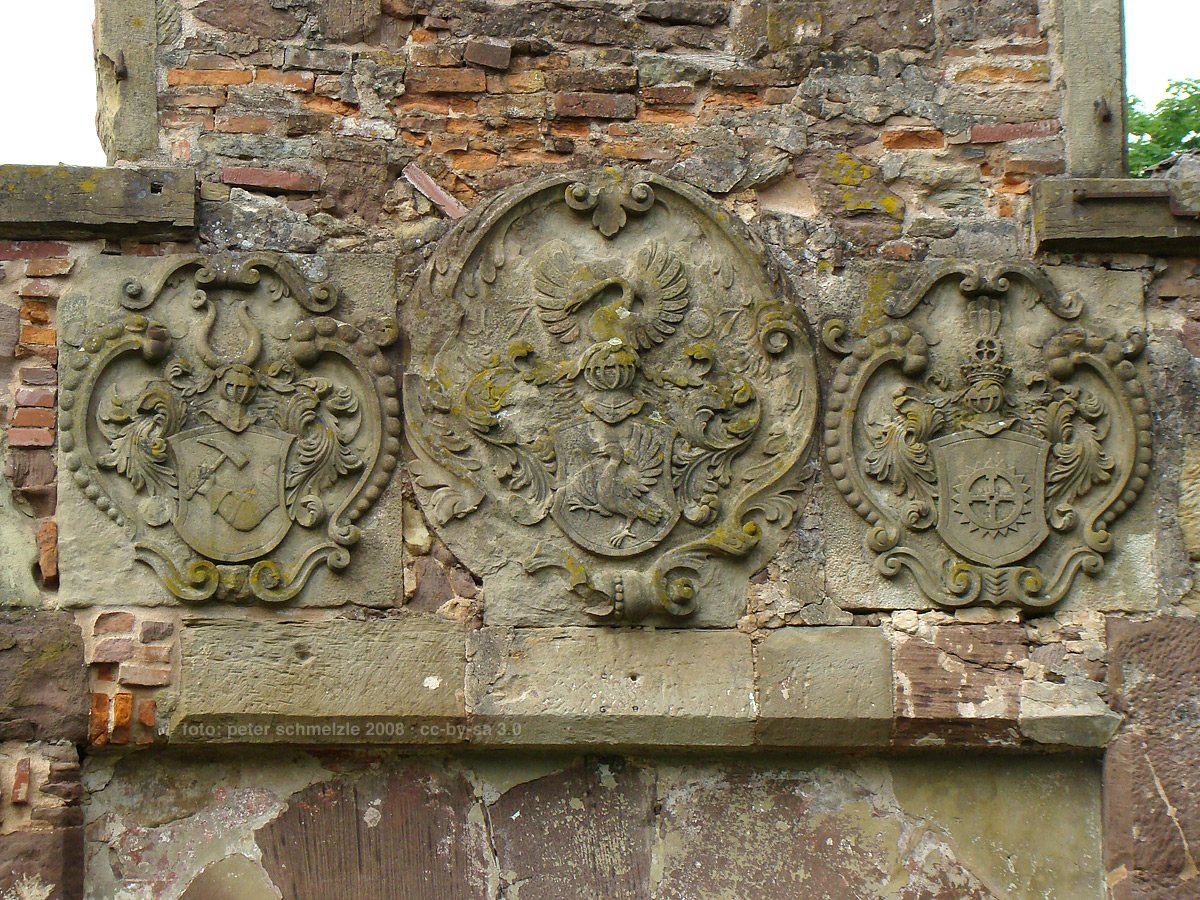
Wappen von 1707 über dem Portal

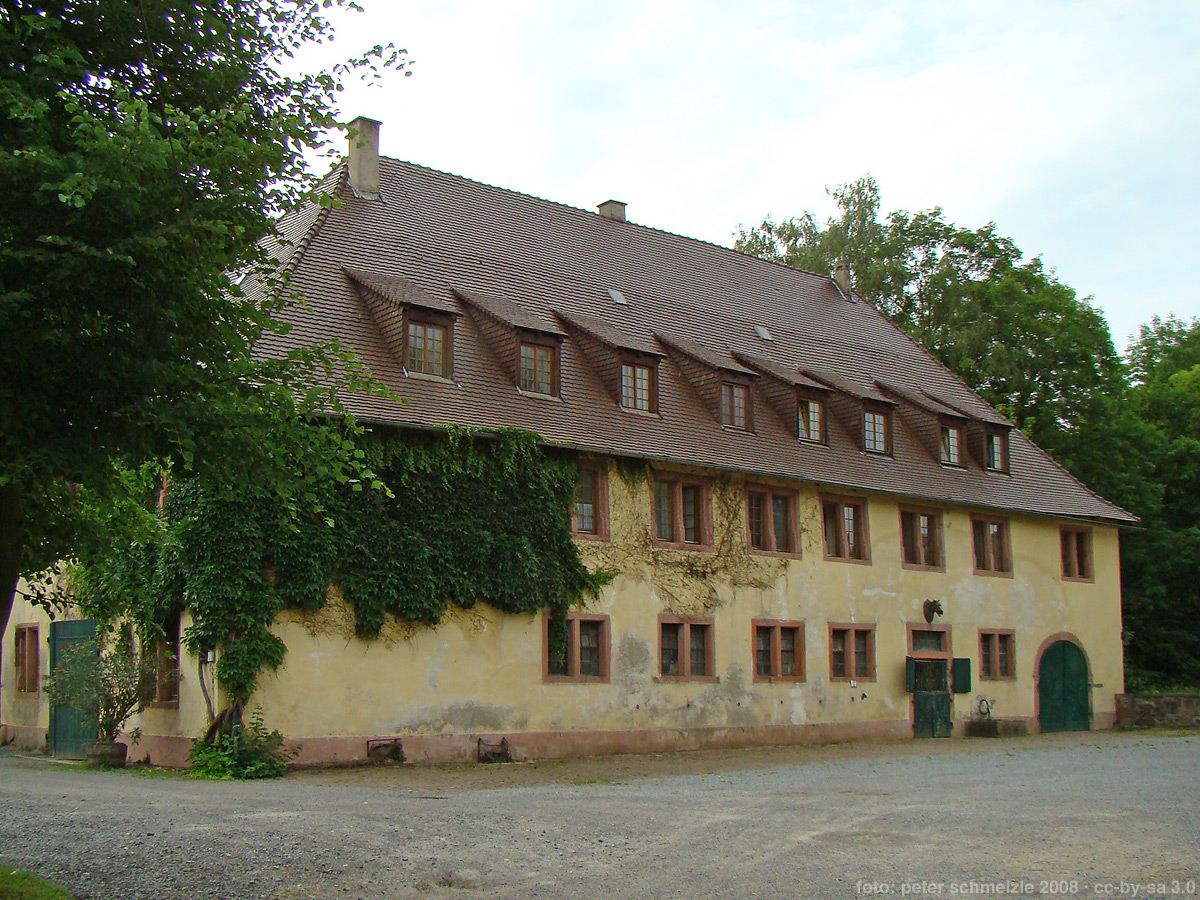
Erhaltenes Wirtschaftsgebäude

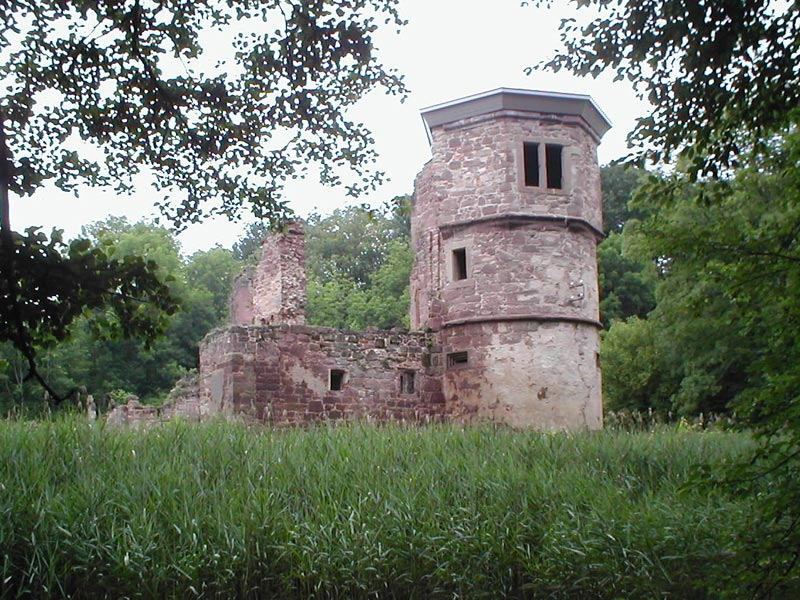
Wasserschloss Menzingen, Nordostturm

Unter Peter von Mentzingen (1498–1565) erfolgte dann ein Neubau von 1529 bis 1539 als dreistöckige und dreiflügelige Anlage im Stil der Renaissance. Bauelemente und Mauerteile der alten Burganlage befinden sich noch im südlichen und südwestlichen Bereich der Anlage.
Die Herren von Mentzingen verlegten ihren Hauptsitz im 17. Jahrhundert nach Gondelsheim. Im frühen 18. Jahrhundert wurde unter den Brüdern Maximilian und Benjamin von Mentzingen am Gebäude nochmals gebaut und es erhielt 1707 den prächtigen Wappenstein über dem Hauptportal. Er zeigt in der Mitte das Wappen der Freiherren von Mentzingen (Rabe im Schild, Schwan als Helmzier), links das Wappen von Maximilians Frau Margaretha Elisabeth Schaffelitzki von Muckadell, rechts das Wappen von Benjamins Frau Sophia Charlotte Klenke von Renckhausen. Von 1723 bis 1790 war das Menzinger Wasserschloss unbewohnt. Danach wurde das Gebäude aufgestockt, die hölzerne Zugbrücke gegen eine feste steinerne Brücke ersetzt und das Schloss wieder bewohnt.
1913 schrieb der Historiker Hans Rott, das Wasserschloss in Menzingen hätte „von allen Wasserschlössern des Kraichgaus (...) seine charakteristische Anlage am besten und reinsten bewahrt“. Während des Zweiten Weltkriegs wurden eine Uhren- und eine Münzsammlung des Kurpfälzischen Museums in Heidelberg in das Wasserschloss ausgelagert. Am 2. April 1945 wurde das Schloss in den letzten Kriegswochen jedoch bei einem Jagdbomberangriff zerstört. Nur noch Teile der Grundmauern ragten aus bis zu vier Meter hohen Schuttbergen. Da auch die Steinbrücke teilweise eingestürzt war, war kein Zugang zur am nördlichen Ortsrand von Menzingen gelegenen Ruine möglich. Sie blieb, abgesehen von Grabungen nach der verschütteten Münzsammlung 1947, mehrere Jahrzehnte unberührt, während denen sie mit Bäumen und Gestrüpp überwucherte. Der angrenzende Wirtschaftshof des Schlosses wurde unterdessen weiter bewirtschaftet. Unter den erhaltenen Gebäuden ist insbesondere ein großer historischer Stallbau zu nennen.
Im Jahr 1991 wurde zunächst die Steinbrücke repariert und für weitere Arbeiten ein Zugang zur Ruine geschaffen. Mit Unterstützung des Eigentümers, Dominicus Freiherr von Mentzingen, gründete sich daraufhin eine Initiative des Heimat- und Museumsvereins Kraichtal, die in langjähriger freiwilliger Arbeit durch Trümmerräumung und Forstarbeit die Ruine erschloss. Später fanden, unterstützt durch das Landesdenkmalamt und die Denkmalstiftung Baden-Württemberg sowie den Eigentümer, umfangreichere Sicherungsmaßnahmen statt. Das Mauerwerk wurde verfestigt und der auch durch Hochwasser unterspülte und daher äußerst einsturzgefährdete Nordostturm stabilisiert. Der erste Sanierungsabschnitt war im Frühjahr 2002 abgeschlossen, und die Anlage war beim Tag des offenen Denkmals 2002 erstmals wieder der Öffentlichkeit zugänglich. An der Ruine sollen weitere Sanierungsmaßnahmen durchgeführt werden, sie ist nur im Rahmen von Gruppenführungen zugänglich.